# Pollein
Pollein – miejscowość i gmina we Włoszech, w regionie Dolina Aosty.
Według danych na styczeń 2009 gminę zamieszkiwało 1477 osób przy gęstości zaludnienia 95,8 os./km².